# Leonor da Sicília
Leonor da Sicília (em italiano:  Eleonora; 1325 — Lérida, 20 de abril de 1375) foi uma princesa da Sicília por nascimento, e rainha consorte de Aragão pelo seu casamento com Pedro IV de Aragão. 

## Família
Leonor foi segunda filha do rei Pedro II da Sicília e de Isabel de Caríntia. Os seus avós paternos eram o rei Frederico II da Sicília e Leonor de Anjou. Os seus avós maternos eram o duque Otão III da Caríntia e Eufêmia de Legnica.
Ela teve oito irmãos, que eram: Constança, regente da Sicília para o irmão Luís; Beatriz, esposa de Ruperto II, Eleitor Palatino do Reno, e mãe do rei Roberto da Germânia; Eufêmia, regente da Sicília para o irmão Frederico III; o rei Luís da Sicília; João; o rei Frederico III da Sicília, marido da infanta Constança de Aragão, e Branca, esposa de João de Aragão, Conde de Ampúrias.

## Biografia
Com cerca de vinte e quatro anos de idade, Leonor casou-se com o rei Pedro IV de Aragão, de vinte e nove, na data de 12 de junho de 1349, no município de Valência. A união sagrada ocorreu sob a condição de que Pedro renunciasse a seus direitos ao trono da do Reino da Sicília. Ele era filho de Afonso IV de Aragão e de Teresa de Entença. 
Pedro já havia sido casado duas vezes. Sua primeira esposa foi Maria de Navarra, que lhe deu quatro filhos. Seu segundo casamento com Leonor de Portugal, porém, não lhe rendeu descendência.
A nova rainha Leonor ficou renomada por ser uma poderosa influência na corte aragonesa, substituindo Bernardo de Cabrera, como o principal conselheiro do rei.
O casal teve quatro filhos, três meninos e uma menina.
Seu irmão, o rei Frederico III, casou-se com Constança, filha de Pedro com Maria de Navarra, e portanto uma enteada de Leonor. A filha do casal, Maria, tornou-se rainha soberana da Sicília em 1377.
Em 1357, foi recusada a proposta de seu irmão Frederico de transferência dos ducados de Atenas e Neopatria para a rainha em troca da assistência militar do rei Pedro na Sicília.
Leonor faleceu em Lérida, no dia 20 de abril de 1375, aos cinquenta anos de idade. Foi sepultada no Mosteiro de Poblet.
Em 1377, o rei casou-se pela última vez com Sibila de Fortià, dama de companhia da rainha Leonor, com quem teve apenas um filha, Isabel.

## Descendência
- João I de Aragão (27 de dezembro de 1350 – 19 de maio de 1396), sucessor do pai. Sua primeira esposa foi Marta de Armagnac, com quem teve cinco filhos. De seu segundo casamento com Iolanda de Bar, teve mais oito filhos;
- Martim I de Aragão (29 de julho de 1356 – 31 de maio de 1410), sucessor do irmão. Sua primeira esposa foi Maria de Luna, com quem teve quatro filhos. Sua segunda esposa foi Margarida de Prades;
- Leonor de Aragão (20 de fevereiro de 1358 – 13 de setembro de 1382), foi rainha de Castela como esposa de João I de Castela, com quem teve três filhos;
- Afonso de Aragão (maio ou junho de 1362 – 1364)